# Sergej Vladilenovič Krasnikov
Sergej Vladilenovič Krasnikov (rusko Серге́й Владиле́нович Кра́сников), ruski fizik in kozmolog, * 10. september 1961, † 19. marec 2024.

## Življenje
Krasnikov je leta 2014 doktoriral iz fizike in matematike na Državni univerzi v Sankt Peterburgu. Delal je v laboratoriju za fiziko zvezd na Observatoriju Pulkovo.
Delo Krasnikova se osredotoča na teoretično fiziko, še posebej na razvoj cevi Krasnikova in njenih uporabah v kavzalnosti, sklenjene časovne krivulje in hiperhitro potovanje.
Leta 2001 je delal na mednarodnem inštitutu Starlab, tedaj s sedežem v Bruslju, projektu, ki sta ga skupaj financirala NASA in Vojno letalstvo ZDA, o ocenitvah sposobnosti preživetja potovanja skozi čas v stvarnih fizikalnih pogojih.